# Spargania cultata
Spargania cultata är en fjärilsart som beskrevs av Achille Guenée 1858. Spargania cultata ingår i släktet Spargania och familjen mätare. Inga underarter finns listade i Catalogue of Life.